# 제이크 최
제이크 최(Jake Choi, 1992년 1월 1일 ~ )는 미국의 배우, 텔레비전 배우이다.

## 영화
- 운명의 하루 (2019년)
- 울브스(영어판) (2016년)
- 프론트 커버 (2015년)
- 벤치마크 (2012년)